# 내털리 지먼 데이비스
내털리 지먼 데이비스(영어: Natalie Zemon Davis, 1928년 11월 8일~2023년 10월 21일)는 미국과 캐나다의 역사가이다. 브라운 대학교, 캘리포니아 대학교 버클리, 토론토 대학교, 프린스턴 대학교에서 재직했으며 신문화사에 대한 연구를 진행했다. 특히 근대 프랑스 농촌 문화사와 여성사에 대한 여러 저작을 집필했으며 후에는 프랑스에서 확장하여 유럽, 북아메리카 및 카리브 지역사에 대한 연구를 했다. 1987년에는 미국역사학회 회장을 지냈으며 넬리 닐슨 이후로 역대 2번째 미국역사학회 회장을 지낸 여성이 되었다.
대표적인 저작으로 《마르탱 게르의 귀환》(1982), 《고문서 속의 픽션》(1987)등이 있다.

## 저서
- 《근대 초 프랑스의 사회와 문화》(Society and Culture in Early Modern France, 1975)
- 《마르탱 게르의 귀환》(The Return of Martin Guerre, 1982)
- 《고문서 속의 픽션》(Fiction in the Archives, 1987)
- 《주변부의 여성들: 17세기의 삶》(Women on the Margins: Three Seventeenth-century Lives, 1995)
- 《선물의 역사: 16세기 프랑스의 선물 문화》(The Gift in Sixteenth-Century France, 2000)
- 《영화에서의 노예: 필름과 역사적 비전》(Slaves on Screen: Film and Historical Vision, 2002)
- 《책략가의 여행: 여러 세계를 넘나든 한 16세기 무슬림의 삶》(Trickster Travels: A Sixteenth-Century Muslim Between Worlds, 2006)

## 수상
- 홀베르상(2010년)
- 국가인문학훈장(2013년)
- 캐나다 훈장 동반자(2012년)
- 엘리자베스 2세 여왕 다이아몬드 주빌리 메달(2012년)